# Żelechów
Żelechów – miasto we wschodniej Polsce, w województwie mazowieckim, w powiecie garwolińskim, siedziba gminy miejsko-wiejskiej Żelechów. W latach 1975–1998 miasto administracyjnie należało do województwa siedleckiego. Według danych z 2022 roku, Żelechów miał 3759 mieszkańców. Miejscowość położona jest w odległości 52 km od Siedlec, 85 km od Warszawy i 85 km od Lublina. Miasto stanowi lokalne centrum edukacji, mieszcząc kilka szkół średnich, jak i gospodarcze, stanowiąc miejsce handlu i pracy dla mieszkańców miasta i okolic.
Historia Żelechowa liczy ponad siedemset lat. Od około 1418 roku miejscowość posiada prawa miejskie, od 1447 roku odbywają się też targi we wtorek. Do II wojny światowej Żelechów był miastem zamieszkanym w większości przez Żydów. Ślady ich obecności zachowały się w tutejszej architekturze. W Żelechowie znajduje się także 8 obiektów wpisanych do rejestru zabytków i wiele innych historycznych budynków.

## Geografia

### Położenie

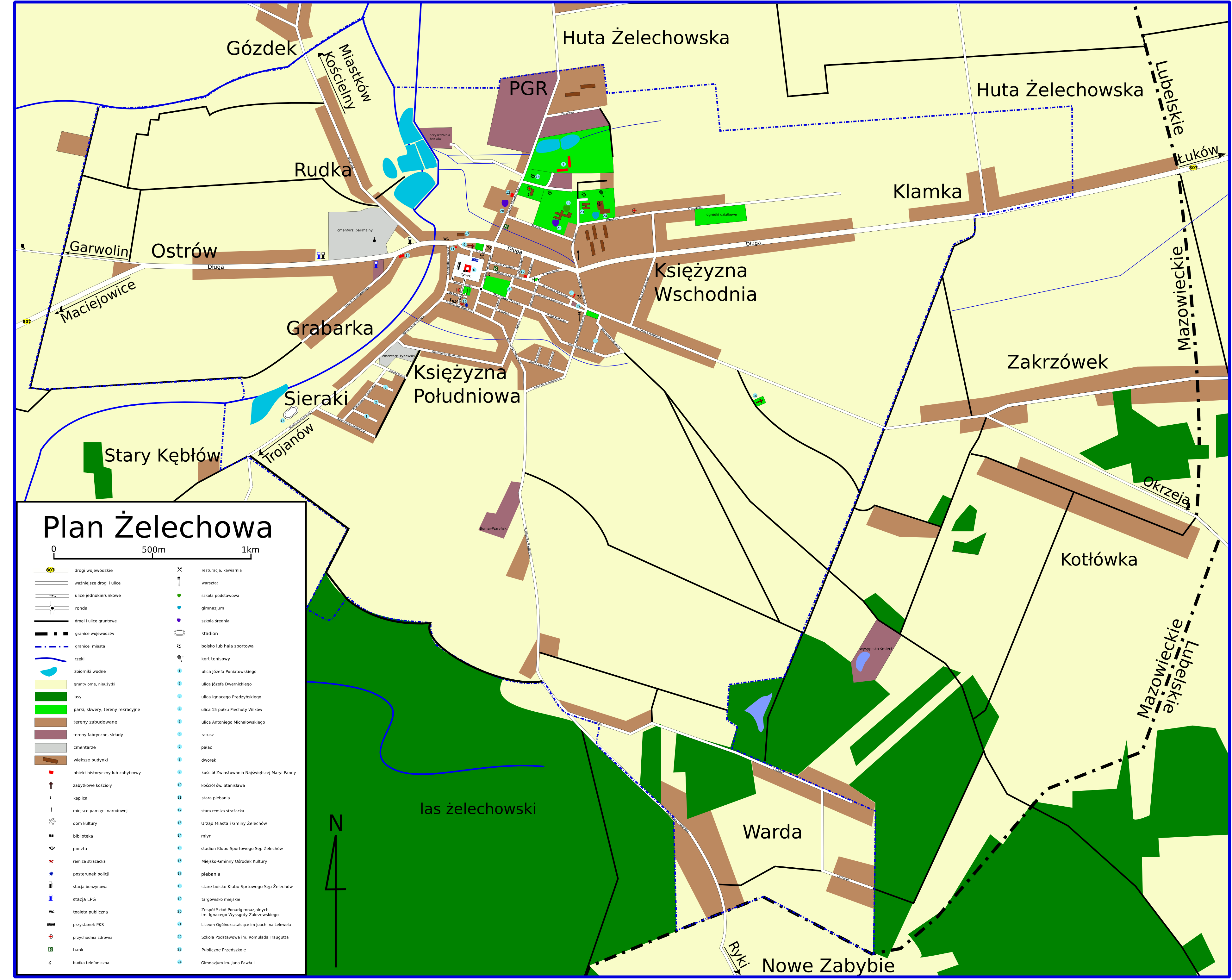
Plan Żelechowa

Żelechów leży we wschodniej części województwa mazowieckiego, tuż przy granicy z województwem lubelskim. W okresie 1975–1998 znajdował się w województwie siedleckim, natomiast do 1939 roku w województwie lubelskim. Historycznie Żelechów leżał początkowo w ziemi sandomierskiej, a następnie w ziemi stężyckiej w przedrozbiorowym województwie sandomierskim, a zatem w Małopolsce. W administracji kościelnej Żelechów należy do diecezji siedleckiej w metropolii lubelskiej. Zgodnie z podziałem geograficznym, miasto leży na Wysoczyźnie Żelechowskiej, będącej częścią Niziny Południowopodlaskiej. Żelechów położony jest w granicach zasięgu dialektu mazowieckiego języka polskiego. Widać zatem, że jest to miejscowość leżąca na pograniczu trzech krain historyczno-geograficznych: Mazowsza, Lubelszczyzny i Podlasia.
Żelechów położony pośrodku mezoregionu Wysoczyzny Żelechowskiej – pofalowanym terenie, ukształtowanym przez zlodowacenia, pokrytym w większości polami uprawnymi, rzadziej lasami. Miejscowość znajduje się w pobliżu źródła rzeki Wilgi. Przez miasto przepływa niewielka rzeka – Żelechówka, uchodząca na północ do Wilgi. Żelechów ulokowany jest na krawędzi wzniesienia, wysokość nad poziomem morza waha się od około 160 m (w pobliżu rzeki) do ponad 195 m (na wschód od zakładu Bumar-Waryński). W pobliżu doliny rzeki zostały utworzone stawy hodowlane.

### Klimat
Żelechów podobnie jak Warszawa położony jest w regionie klimatycznym mazowiecko-podlaskim. Średnia temperatura roczna wynosi 8 °C, średnia temperatura w lipcu to 19 °C, a w styczniu −3 °C. Średnia wilgotność to 80%, a zachmurzenie – 67%. Średnia roczna suma opadów wynosi 550 mm. Pokrywa śnieżna leży po 50–60 dni w roku, jej grubość wynosi średnio 5 cm. Przeważają wiatry zachodnie i południowo-wschodnie o prędkości 2–5 m/s. Okres wegetacyjny trwa średnio 212 dni.

### Struktura powierzchni
Powierzchnia miasta wynosi 1214 ha (12,14 km²). Granice administracyjne wykraczają daleko poza obszar ścisłej zabudowy, dlatego też większość powierzchni stanowią użytki rolne (945 ha, 77,8%), 43 ha (3,6%) zajmują lasy, a 226 ha (18,6%) to tereny zabudowane i nieużytki.

### Części miasta

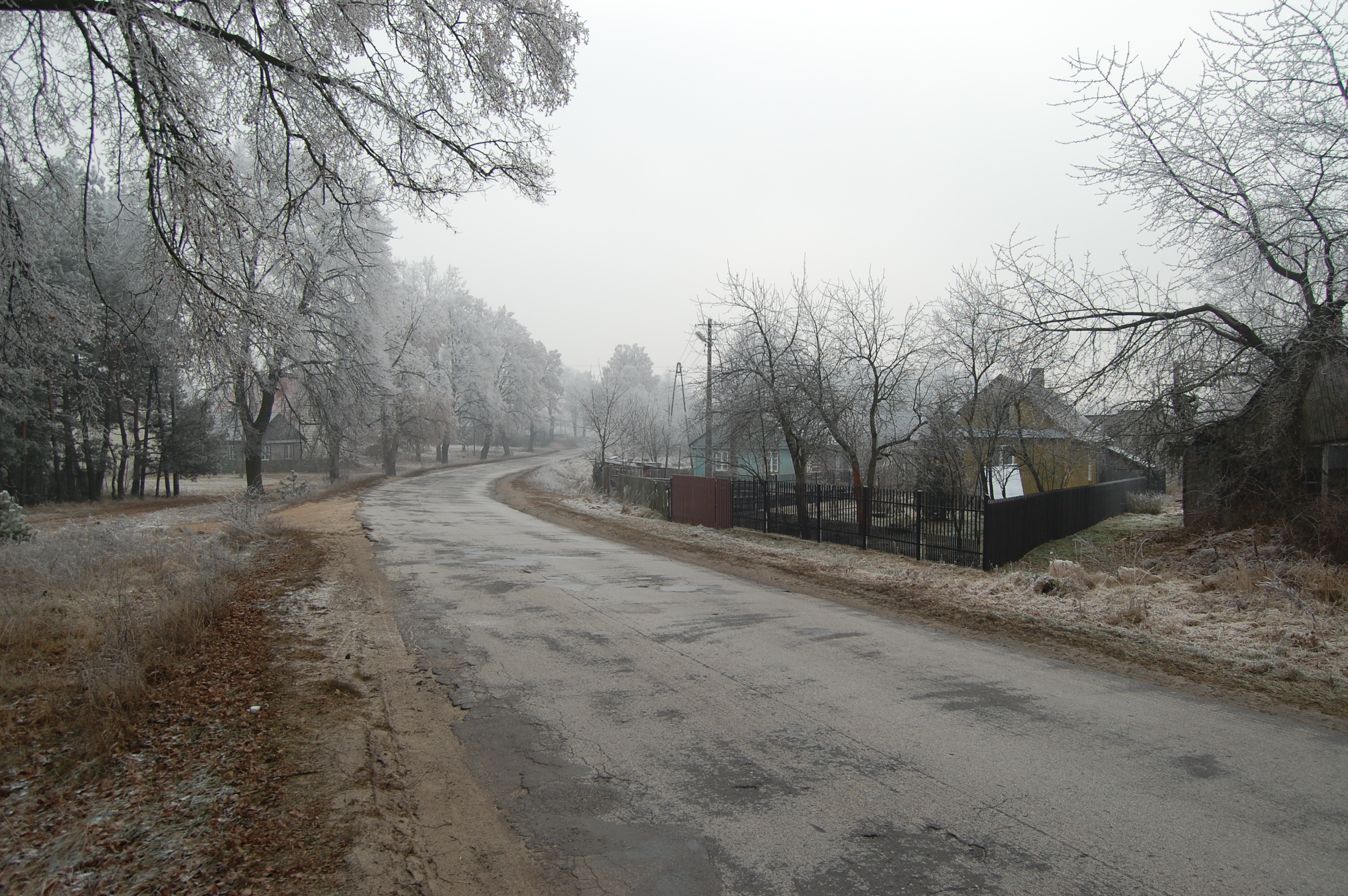
Warda

#### Części miasta według GUS
System TERYT (Krajowy Rejestr Urzędowy Podziału Terytorialnego Kraju) wyróżnia następujące osiedla lub dawne wsie włączone w obszar miasta:
- Grabarka – osiedle przy ulicy Kochanowskiego[7].
- Klamka – osiedle przy drodze do Łukowa. Nazwa pochodzi prawdopodobnie od karczmarza Ignacego Klamki. Postać ta pojawia się w liście dziewiętnastowiecznego proboszcza Żelechowa do babki Romualda Traugutta[5][8][9].
- Księżyzna (Księżyzna Wschodnia) – część miasta mieszcząca się między drogami do Łukowa i do Zakrzówka. Tereny te należące pierwotnie do parafii, w wyniku represji po powstaniu styczniowym, w 1865 roku przeszły w ręce mieszczan. Stąd też wywodzi się ich nazwa[8][9].
- Letnisko-Warda – osiedle przy drodze do Ryk w pobliżu lasu żelechowskiego. Warda to pierwotna nazwa wsi, do której często przyjeżdżali żydowscy letnicy. Po włączeniu do miasta po I wojnie światowej, główną drogę nazwano więc ulicą Letnisko[5][10].
- PGR/Żelechów – osiedle składające się z zabudowań byłego Państwowego Gospodarstwa Rolnego w Żelechowie. Ta dzielnica została włączona do miasta 1 stycznia 1998 roku. Wcześniej była to osada o nazwie Żelechów (PGR)[11][12]. Obecnie Państwowy Rejestr Nazw Geograficznych określa tę część miasta jako Żelechów, niezależnie od nazwy miasta.

#### Podział nieformalny
Na mapach można odnaleźć dodatkowo następujące części miasta:
- Glinianki – część miasta położona w pobliżu trójkąta ulic Sienkiewicza, Dwernickiego i Traugutta.
- osiedle Chłopickiego – osiedle domków jednorodzinnych powstałych po 1989 roku, położone niedaleko ulicy Chłopickiego, na południe od kirkutu. Nazwy ulic na tym osiedlu pochodzą od nazwisk polskich dowódców i generałów.
- Księżyzna Południowa – część miasta mieszcząca się przy ulicy Reymonta[14].
- Ostrów – osiedle przy drodze do Garwolina. O folwarku Ostrówek wspomina Słownik geograficzny Królestwa Polskiego z 1902 roku[15]. W czasie I wojny światowej teren ten został rozparcelowany przez dziedzica żelechowskiego Zygmunta Ordęgę i sprzedany okolicznej ludności[5].
- Rudka – osiedle przy ulicy Wilczyskiej.
- Sieraki – część miasta w pobliżu skrzyżowania ulic Pułaskiego i Chłopickiego.
- osiedle Staszica – osiedle domków jednorodzinnych powstałych po wybudowaniu ulicy Sienkiewicza. Nazwa osiedla pochodzi od ulicy Stanisława Staszica.

### Demografia
Żelechów lokuje się na 653. pozycji (na 979 miast w 2023 roku). Jest najmniejszym miastem w powiecie garwolińskim. Ludność Żelechowa w 2021 roku stanowiła 48% ludności gminy. Szczegółowe dane z 31 grudnia 2021 roku:
|           |        | \| Opis \| Ogółem \| Ogółem \| Kobiety \| Kobiety \| Mężczyźni \| Mężczyźni \| \| --------- \| ------ \| ------ \| ------- \| ------- \| --------- \| --------- \| \| jednostka \| osób \| % \| osób \| % \| osób \| % \| \| populacja \| 3904 \| 100 \| 1971 \| 50,5 \| 1933 \| 49,5 \| |         |         |           |           |
| Opis      | Ogółem | Ogółem | Kobiety | Kobiety | Mężczyźni | Mężczyźni |
| jednostka | osób   | % | osób    | %       | osób      | %         |
| populacja | 3904   | 100 | 1971    | 50,5    | 1933      | 49,5      |

W 2021 roku 21,2% populacji było w wieku przedprodukcyjnym (17 lat i mniej), 58,4% w wieku produkcyjnym i 20,4% w wieku poprodukcyjnym. W piramidzie ludności widać wyraźnie powojenny wyż demograficzny i jego późniejsze echa. Poza Polakami stanowiącymi zdecydowaną większość, Żelechów zamieszkują także Romowie.
| Udział w % | podstawowe niepełne | podstawowe | gimnazjalne | zasadnicze zawodowe | średnie zawodowe | średnie ogólnokszt. | policealne | wyższe |
| ---------- | ------------------- | ---------- | ----------- | ------------------- | ---------------- | ------------------- | ---------- | ------ |
| ogółem     | 3,7                 | 14,1       | 3,1         | 24,5                | 22,1             | 11,2                | 2,7        | 18,6   |
| kobiety    | 3,7                 | 14,4       | 2,5         | 18,5                | 19,6             | 13,2                | 3,7        | 24,4   |
| mężczyźni  | 3,8                 | 13,9       | 3,8         | 31                  | 24,6             | 9,2                 | 1,2        | 12,5a  |

| W tym miejscu powinien znaleźć się wykres. Z przyczyn technicznych nie może zostać wyświetlony. Więcej informacji |

Nagły przyrost ludności o około 200 osób w 1998 roku związany jest z przyłączeniem do Żelechowa osiedla PGR. W 2021 roku urodziło się 46 dzieci, w tym 45,7% dziewczynek i 54,3% chłopców, zmarło 57 osób w tym 43,7% kobiet oraz 56,3% mężczyzn. Przyrost naturalny był ujemny w roku 2021 i wyniósł -2.83 w przeliczeniu na 1000 mieszkańców. W roku 2021 z Żelechowa wymeldowały się 52 osoby a zameldowało 46 osób. Saldo migracji w 2021 roku wyniosło -10osób. Największe było w 1999 roku, kiedy wyniosło 41 osób, a najmniejsze w roku 2005, kiedy wyniosło -29 osób.W roku 2021 28,9% mieszkańców Żelechowa jest stanu wolnego, 58,0% żyje w małżeństwie, 4,2% mieszkańców jest po rozwodzie, a 8,8% to wdowy/wdowcy.

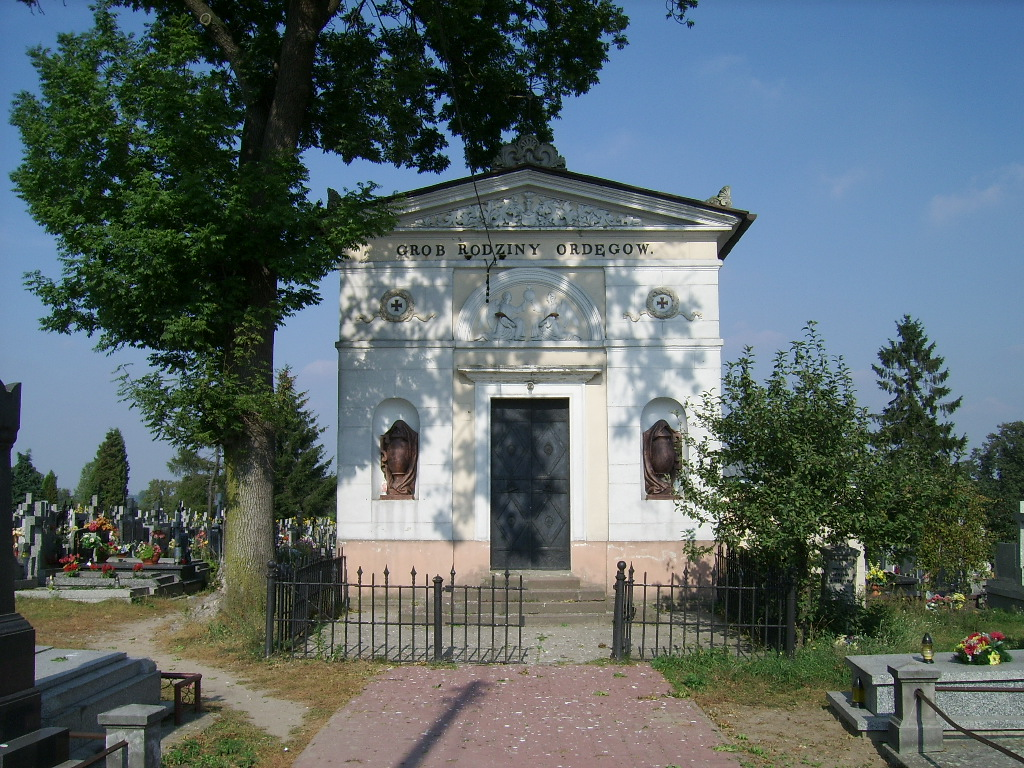
Grób rodziny Ordęgów

## Nazwa
Nazwa używana była już w czasach średniowiecza. Zapisano ją wtedy w postaci Zelechov (1335–1342). Jan Długosz w Liber beneficiorum dioecesis Cracoviensis (opisie majątków i przychodów Kościoła katolickiego w diecezji krakowskiej) powstałym w okresie 1470–1480 zapisał ją natomiast jako Zyelyechow. Nazwa pochodzi od nazwy osobowej Żelech, która z kolei powstała z imion złożonych typu Żelisław. Taką wersję wydarzeń przedstawia też wiersz pt. „Legenda o założeniu Żelechowa”.
Istnieje także legenda przypisująca pochodzenie nazwy miasta bitwie rozegranej w tym miejscu między Polanami a Jaćwingami. Bitwę przegrali Polanie, skąd miał się wziąć zwrot żal Lachów, a stąd powstać nazwa Żelechów. Prawdziwość legendy jest wątpliwa, gdyż na tym obszarze nie określano Polaków mianem Lachów.
Chyba że nazwa Żelechów upamiętnia założenie osady w czasie, kiedy te tereny były podbite przez władców ks. halicko-włodzimierskiego (w latach 1288–1302 opanował te okolice ruski książę bełski Jerzy Lwowicz, w latach 1301–1308 tytułowany księciem halickim; jeszcze wcześniej w latach 1243–1253  ziemie te podbił książę halicko-wołyński Daniel Romanowicz). Dlatego też jeżeli założymy że  być może nazwa osady upamiętnia tragiczny los polskich mieszkańców osady nazywanych przez Litwinów i Jadźwingów Lachami (a taki wielki najazd Litwinów, Jadźwingów i Prusów na te tereny miał miejsce w 1244roku; po raz drugi Litwini najechali na te ziemie w 1300 i 1302 r.) to istnieje możliwość że istnienie nazwy nie musi być związane z legendarnym Żelisławem.(opracowano na podstawie: http://www.kworum.com.pl/art8035,rus_i_litwa_wrogowie_polski_piastowskiej.html)
Nazwa w innych językach:
- hebrajski: ז'לחוב (wym. Żelechow)
- jidysz: זשעלעכאָוו (wym. Żelechow)
- łotewski: Želehova
- rosyjski, ukraiński: Желехув
- serbski: Желехов / Želehov

## Historia
Żelechów po raz pierwszy dowodnie pojawia się w źródłach w wykazach świętopietrza w latach 1325–1327, 1336, 1346. Wymienieni są też dwaj jej plebani Fabian i Florian. W 1325 roku powstała tutaj parafia. Żelechów uzyskał prawa miejskie przed 1447 rokiem, ponieważ wtedy na podstawie dokumentu Kazimierza Jagiellończyka z dnia 4 września 1447 roku wystawionego w Łukowie, na prośby Andrzeja i Mikołaja synów śp. Andrzeja Ciołka, podkomorzego sandomierskiego, król zezwolił na odbywanie w ich mieście Żelechowie targów tygodniowych w każdy wtorek i jarmarków w święto Przeniesienia św. Stanisława na jesieni. Uwalnił także wszystkich mieszczan i mieszkańców żelechowskich obydwu płci od opłaty ceł i myt w całym swoim królestwie. Dokument ten wyraźnie wskazuje, że w tym czasie Żelechów był już lokowanym miastem. Było to miasto prywatne, co oznacza że ziemia, a często także budynki, nie należały do mieszkańców, a były tylko dzierżawione od właściciela majątku. Początkowo była nimi rodzina Ciołków, która później przybrała nazwisko Żelechowskich. Kronikarz Jan Długosz w swoim Liber Beneficiorum z lat 1470–1480 podaje, że w Żelechowie znajdował się drewniany kościół. W 1513 roku zmieniono terminy odbywania targów i jarmarków. Targi tygodniowe miały się odtąd odbywać w poniedziałki, a jarmark z dnia św. Stanisława (8 maja) przesunięto na dzień św. Marka (25 kwietnia). Miasto rozwijało się szybko, jednak w XVII wieku Potop szwedzki zahamował jego rozwój. Żelechów często zmieniał właścicieli, w 1792 roku został nim Ignacy Wyssogota Zakrzewski – pierwszy prezydent Warszawy, wytyczono wtedy Rynek i wybudowano ratusz, założono nowe cmentarze.
W 1795 roku Żelechów znalazł się w granicach zaboru austriackiego, w czasie wojen napoleońskich w Księstwie Warszawskim, a później w Królestwie Polskim. W latach 1829–1831 Joachim Lelewel był posłem na sejm z powiatu żelechowskiego. Dyktator powstania styczniowego, Romuald Traugutt, mieszkał w Żelechowie. Służył tu jako oficer batalionu saperów. Po powstaniu miejscowość przestała być prywatna, uwłaszczono okolicznych chłopów i mieszczan, wybudowano garnizon, który korzystnie wpłynął na stan gospodarki. Nastąpił okres szybkiego rozwoju, powstało wiele zakładów rzemieślniczych i przemysłowych, działały szkoły elementarne, straż pożarna, cechy i inne instytucje. Szczególnie wtedy Żelechów stał się znany z produkcji butów. W 1880 roku dużą część miasta strawił pożar, ale szybko je odbudowano.

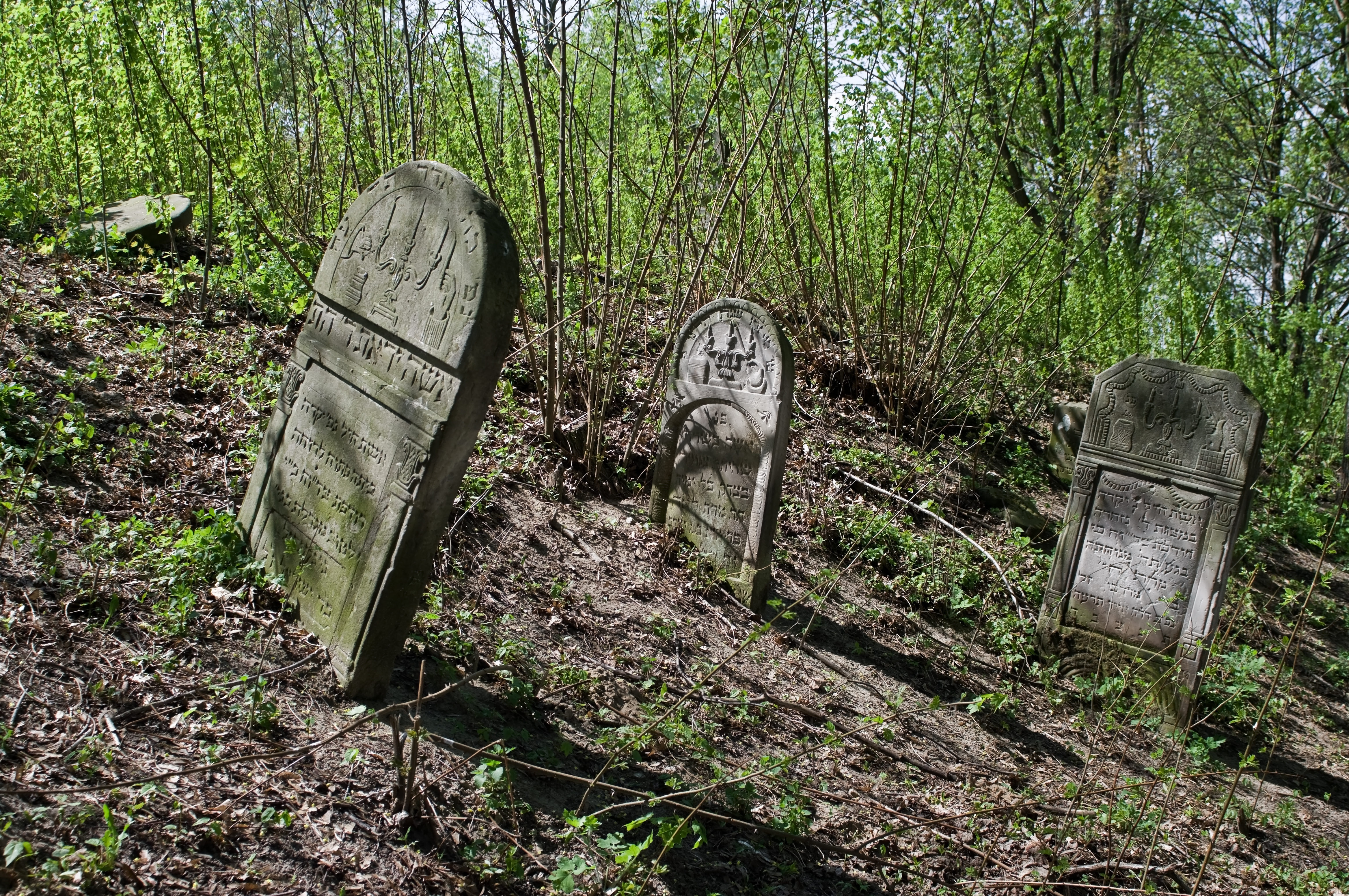
Cmentarz żydowski

W pierwszej połowie 1936 roku dochodzi do ekscesów o podłożu antysemickim. W 1939 roku w Żelechowie mieszkało około 9000 mieszkańców.
W czasie II wojny światowej w Żelechowie istniało getto, gdzie na małym obszarze skupiono około 13 000 Żydów, także z innych polskich miast. We wrześniu 1942 roku rozpoczęto likwidację getta, ludność wywożono do obozu w Treblince. Ponieważ panował przy tym chaos, wielu udało się uciec. Przyłapanych na ucieczce mordowano na miejscu. Zginęło w ten sposób około 1000 osób. W okolicy działała Armia Krajowa. Sowieci wkroczyli do miasta 27 lipca 1944 roku, mieszkało wtedy w Żelechowie około 4000 osób.
Po wojnie odbudowano zniszczenia, lecz mimo tego liczba mieszkańców spadła do 3359 osób w 1961 roku. W okresie PRL powstały gmachy szkół, zakłady przemysłowe i osiedla mieszkaniowe. Do 2000 roku liczba mieszkańców powróciła do 4 000.

## Urbanistyka

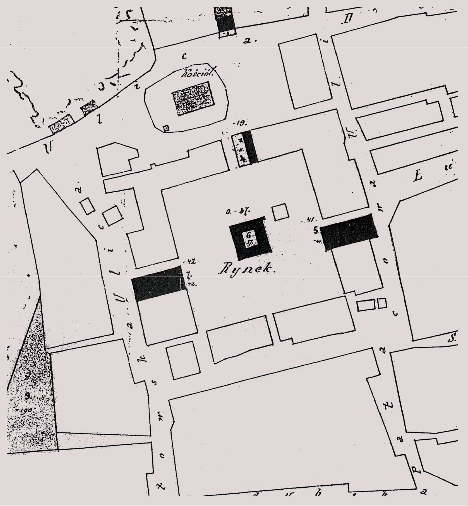
Plan Żelechowa z 1868 roku

Pierwotnie osada Żelechów była prawdopodobnie ulicówką i z tamtego okresu pochodzi kształt ulicy Długiej, przebieg południowej odnogi został w późniejszych wiekach zatarty. Po uzyskaniu praw miejskich utworzono, prawdopodobnie w XV w., nowy, ortogonalny układ urbanistyczny. Ulokowano go na południe od pierwotnego położenia osady, z rynkiem umiejscowionym prawdopodobnie na terenie dzisiejszego Nowego Parku. Obszar Starego Miasta dość szybko stał się dzielnicą żydowską i utracił w ciągu wieków zabudowy regularny charakter.
Pod koniec XVIII w. ówczesny właściciel Żelechowa – Ignacy Wyssogota Zakrzewski w ramach prac porządkowych zorganizował budowę Nowego Miasta. Jego centrum stał się obszerny Nowy Rynek umiejscowiony na północny zachód od Starego Rynku i południe od kościoła. Pośrodku rynku pobudowano ratusz. Założenie przewidywało ulice w układzie krzyżowym, wychodzące ze środków pierzei placu, oraz po dwie ulice w narożnikach. Taki układ sięgnął tylko przyrynkowych kwartałów zabudowy. Ze względu na bliskość rzeki i terenów podmokłych od zachodu i folwarku od północy, rozbudowa miasta następowała w kierunkach południowym i wschodnim względem Nowego Rynku. Obecnie nowa zabudowa pojawia się głównie wokół dróg dojazdowych do okolicznych miejscowości. W latach 90. powstały jednak osiedla domków jednorodzinnych Chłopickiego (w pobliżu ulicy Chłopickiego) oraz Staszica wokół nowo powstałej ulicy Słowackiego.

## Architektura

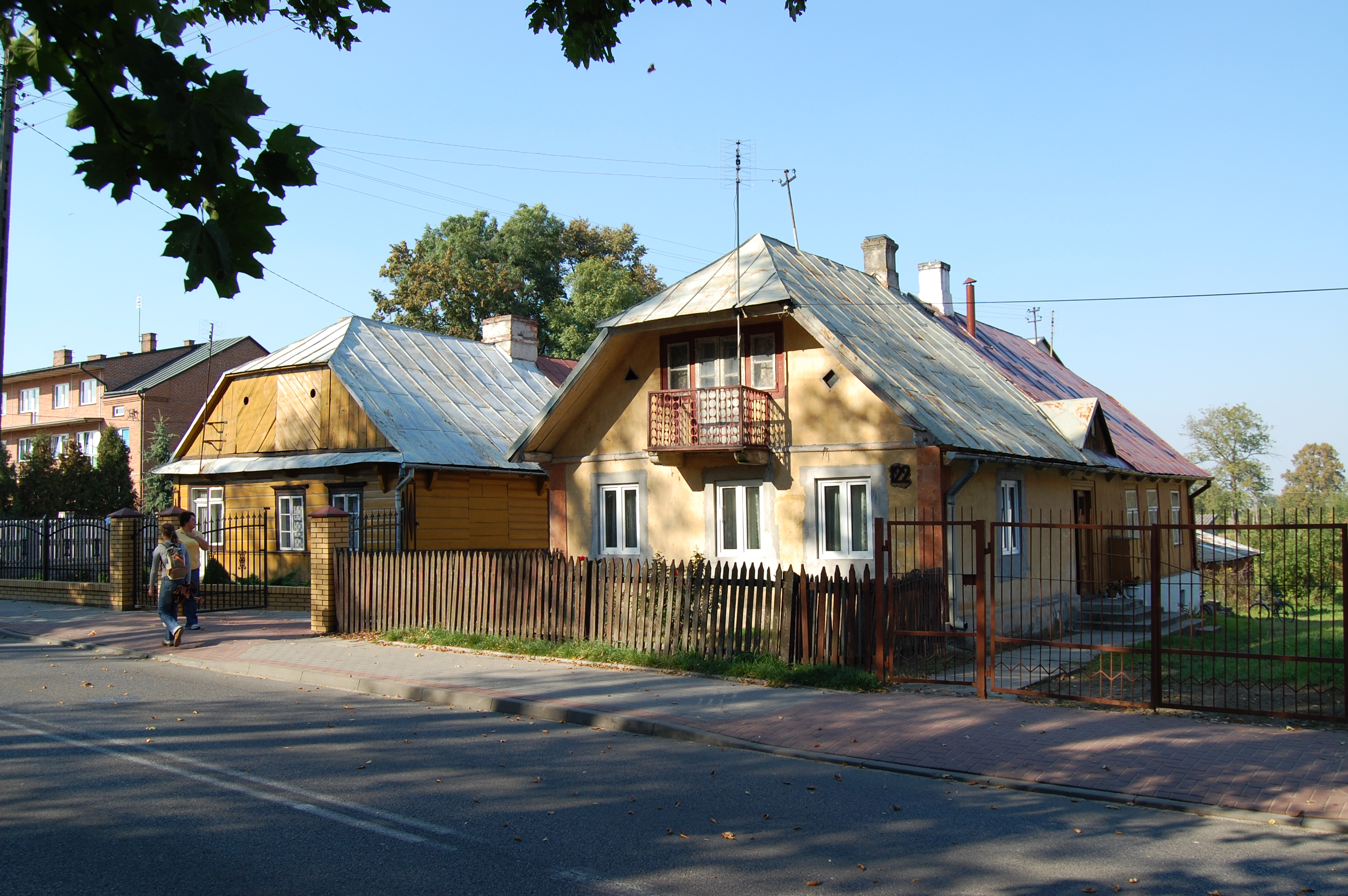
Domy przy ulicy Długiej

Poza okolicami Rynku większość zabudowy stanowią domy jednorodzinne o luźnej zabudowie w pierzejach. Wiele z nich to stare, drewniane budynki – w tym pozostałości żydowskiego sztetlu. Obecnie powstają domy murowane, szczególnie na obrzeżach miasta, gdzie zabudowa jest luźniejsza. W mieście znajdują się także dwa osiedla złożone z bloków mieszkalnych, jak i kamienice, które ulokowane są głównie w okolicach Rynku i ulicy Piłsudskiego. Oprócz zabytków w stylach barokowym i klasycystycznym, w Żelechowie mieszczą się również budynki modernistyczne. Należą do nich gmach Miejsko-Gminnego Ośrodka Kultury, pawilony przy Rynku i gmachy szkół. Z architektury postmodernistycznej wyróżnia się budynek hali sportowej przy gimnazjum.
Zabudowa miasta sięga co najwyżej 4. kondygnacji. Najwyższym budynkiem jest kościół parafialny. Wyższymi od niego konstrukcjami są: komin zakładów Bumar-Waryński i maszt radiowy przy urzędzie pocztowym.

## Zabytki

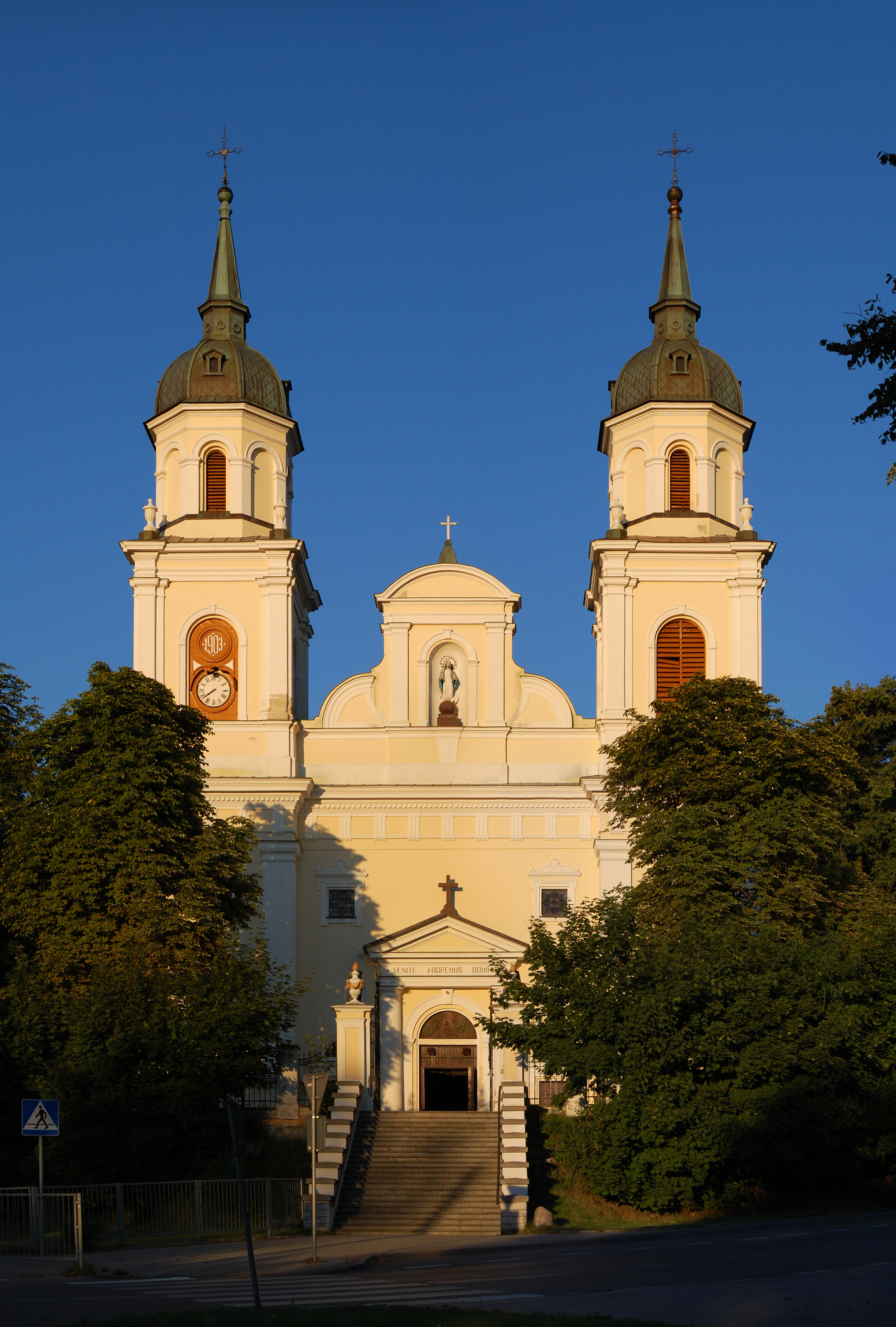
Kościół parafialny

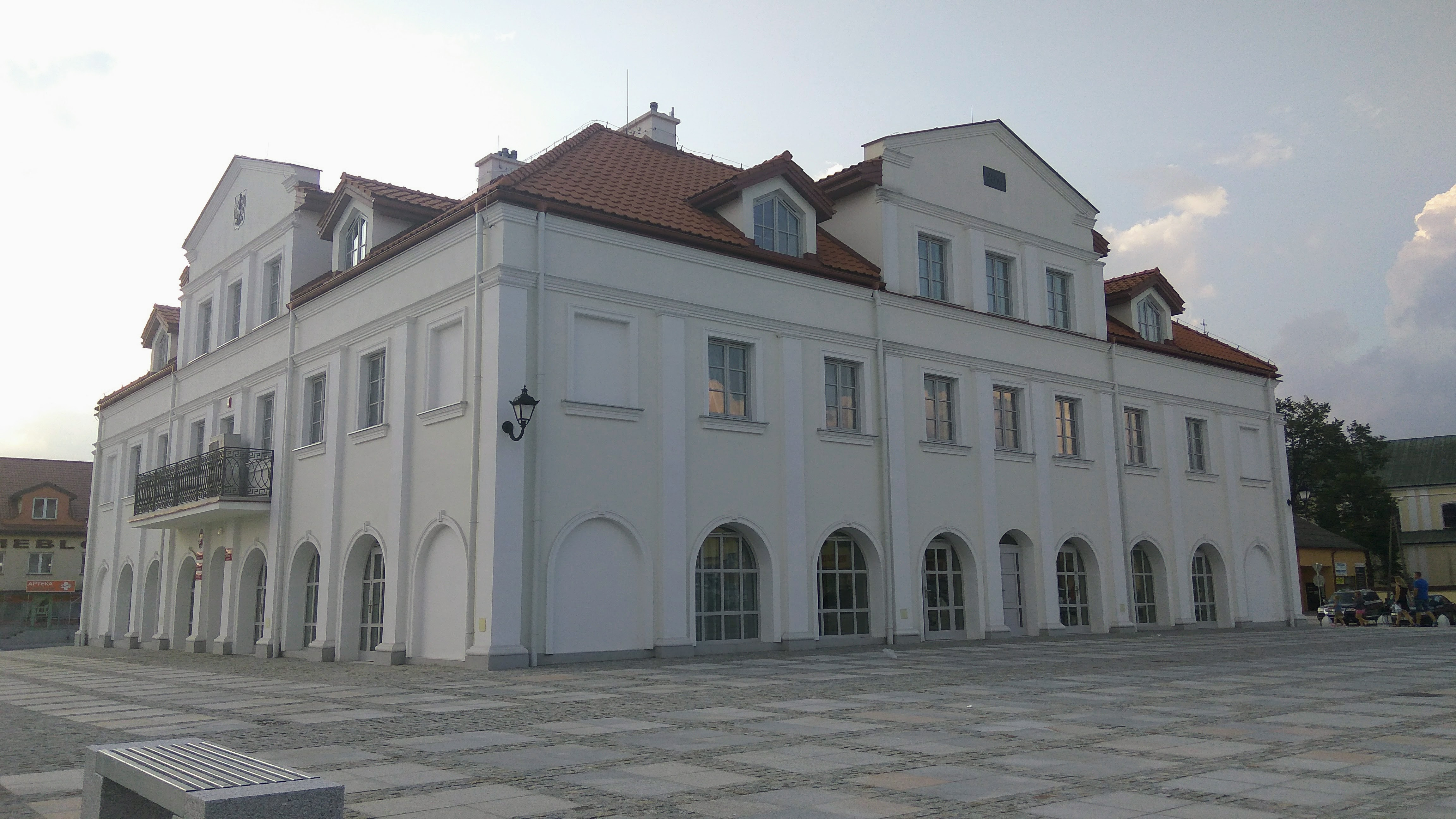
Ratusz w Żelechowie. Stan po renowacji, sierpień 2017.

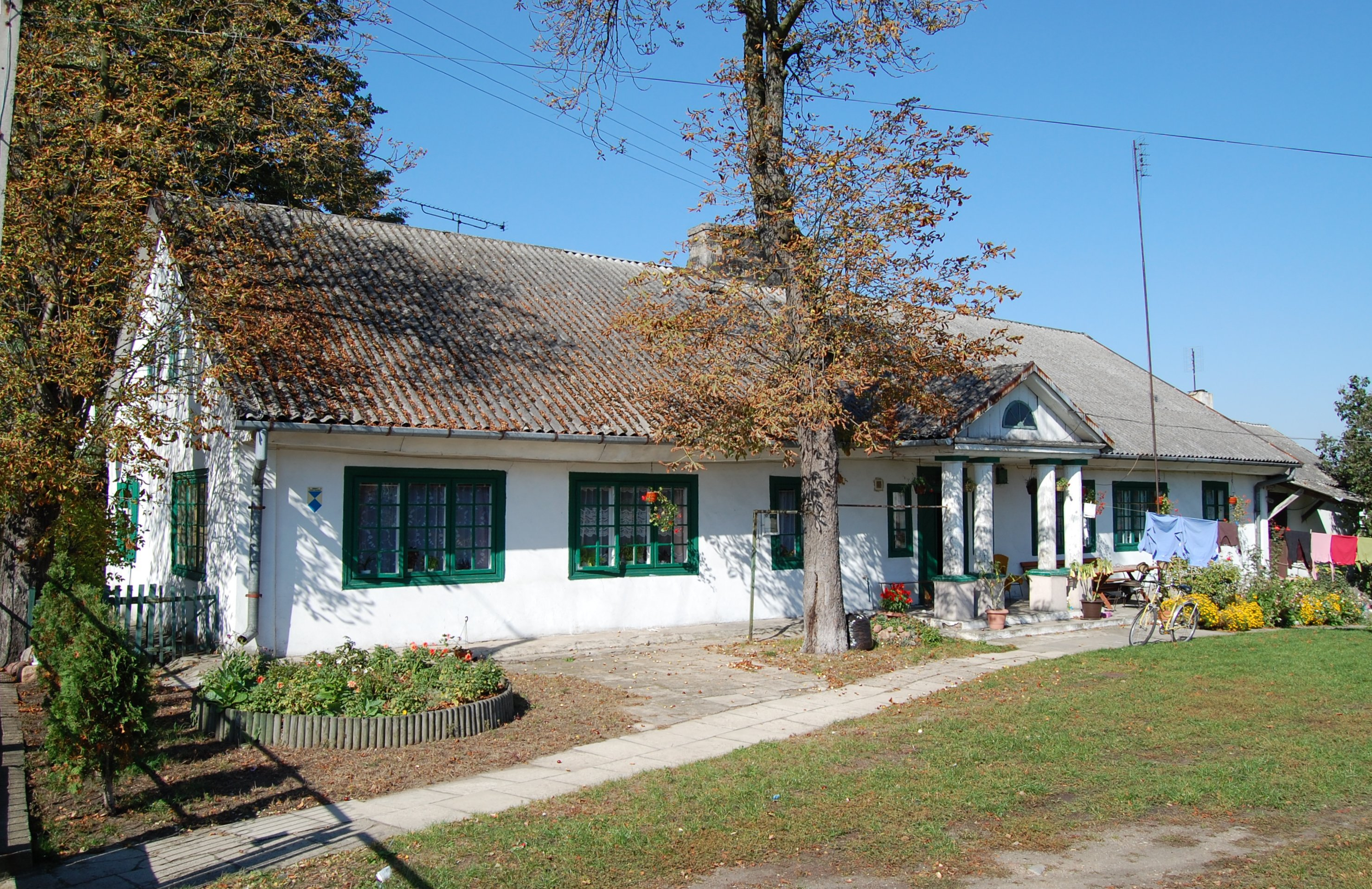
Dworek przy alei Wojska Polskiego

### Wpisane do rejestru zabytków
- Kościół parafialny, ulokowany na północ od Rynku. Wybudowany został w latach 1692–1728, a gruntownie przebudowany w okresie 1889–1894 w stylu neobarokowym. W tym samym miejscu istniał wcześniej drewniany kościół, o którym pierwsze wzmianki pochodzą z 1326 roku, spłonął on jednak w 1692 roku. Do rejestru zabytków wpisany jest również dawny przykościelny cmentarz.
- Kościół filialny, wybudowany w 1741 przez Wacława Rzewuskiego, ówczesnego właściciela Żelechowa. Jest to niewielki barokowy kościółek usytuowany na wschodnim obrzeżu miasta. Jest to najstarszy zabytek w mieście, zachowany w prawie niezmienionej formie. Do rejestru zabytków wpisany jest również dawny przykościelny cmentarz.
- Pałac wraz z parkiem i oficyną. Budowę rozpoczęto w 1762 roku z funduszów Jerzego Lubomirskiego, a ostatecznie ukończono w 1838 roku, kiedy właścicielem był Jan Ordęga. Zespół pałacowy znajduje się przy ulicy Piłsudskiego w północnej części miasta.
- Rynek – jeden z największych obiektów tego typu w Europie o długości boków 114 m[24], wytyczony w latach 90. XVIII wieku z polecenia Ignacego Wyssogoty Zakrzewskiego. Była to część planów urbanistycznych, mających na celu przebudowanie Żelechowa na wzór renesansowych miast włoskich.
- Ratusz z sukiennicami, położony w centrum Rynku. Klasycystyczny budynek powstał na przełomie XVIII I XIX wieku.
- Nowy kirkut przy skrzyżowaniu ulic Chłopickiego i Reymonta, na którym znajduje się około 200 macew.
- Dworek przy alei Wojska Polskiego 7 a, wybudowany w pierwszej połowie XIX wieku, przebudowany w 1930 roku. Drewniany, parterowy dom, powstały na planie prostokąta o konstrukcji zrębowej, usytuowany jest szczytem do ulicy. Ma otynkowane ściany. Front budynku ozdobiony jest gankiem wspartym na czterech toskańskich kolumnach zwieńczonych szczytem. Naczółkowy dach posiada dymniki, pierwotnie pokryty był gontem[25].
- Zespół folwarczny przy ulicy Piłsudskiego w pobliżu pałacu, pochodzący z końca XIX wieku, w okresie PRL wchodzący w skład Państwowego Gospodarstwa Rolnego w Żelechowie. Lista wymienia: stróżówkę, dwojak, trojak, ośmiorak, spichlerz, chlew, oborę oraz budynek zawierający chlew, oborę i stajnię. Zabudowania zostały wpisane na listę zabytków w 1987 roku.
- Mykwa – dawna mykwa rytualna znajdująca się na terenie placu przed Miejsko Gminnym Ośrodkiem Kultury od strony ul. Pudły[26]

### Wpisane do ewidencji zabytków

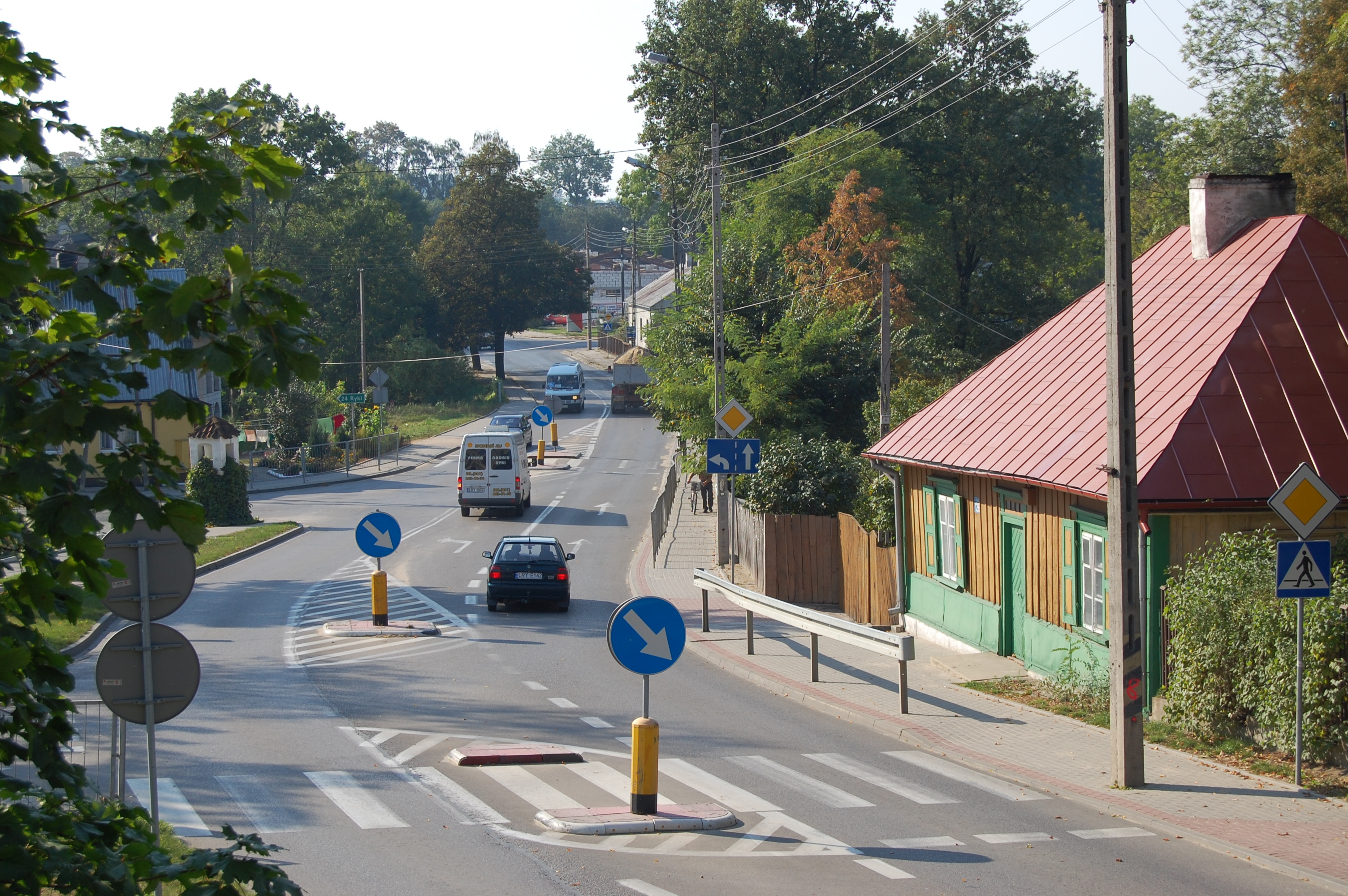
Ulica Długa z prawej Organistówka

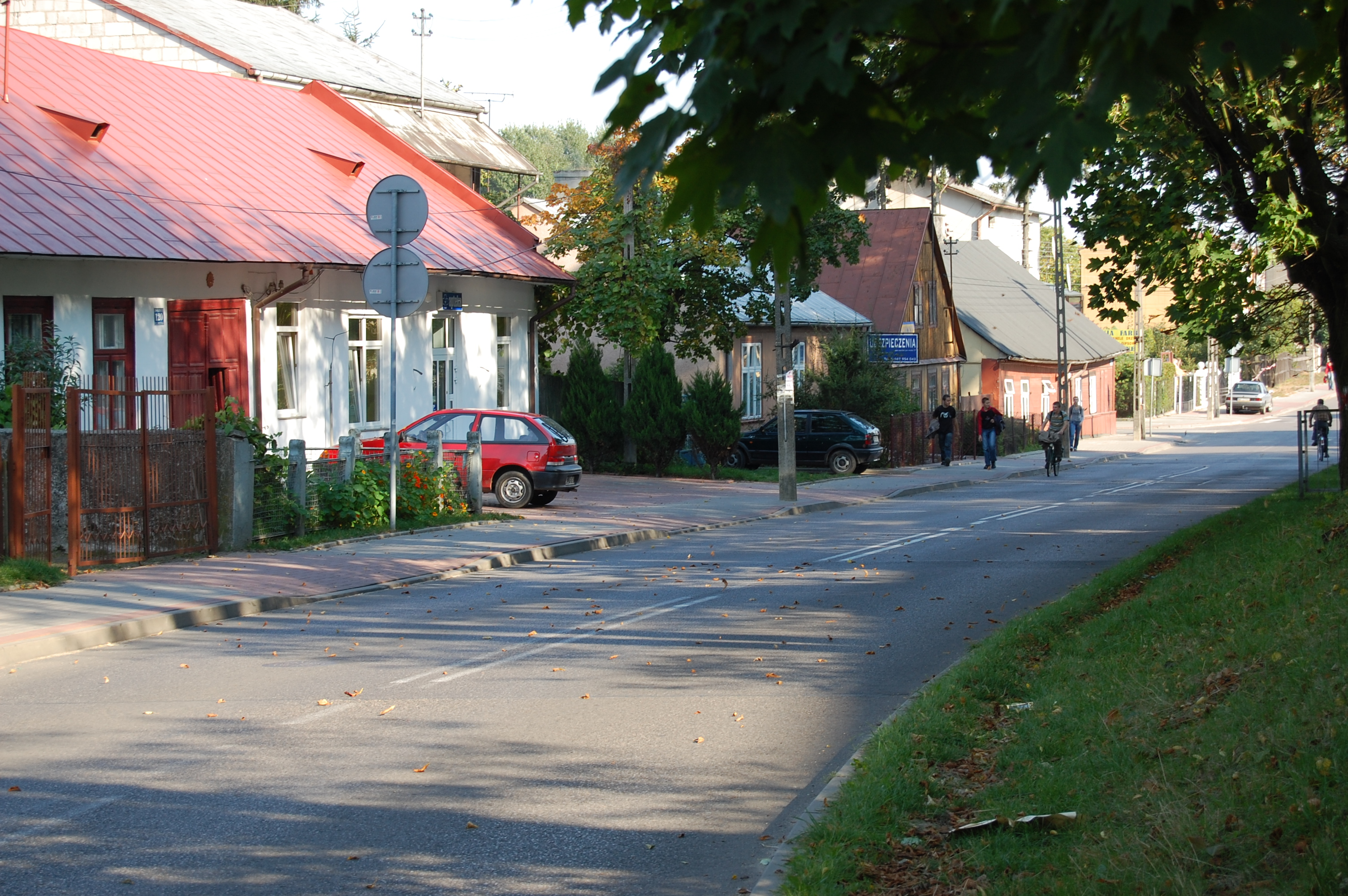
Ulica Długa

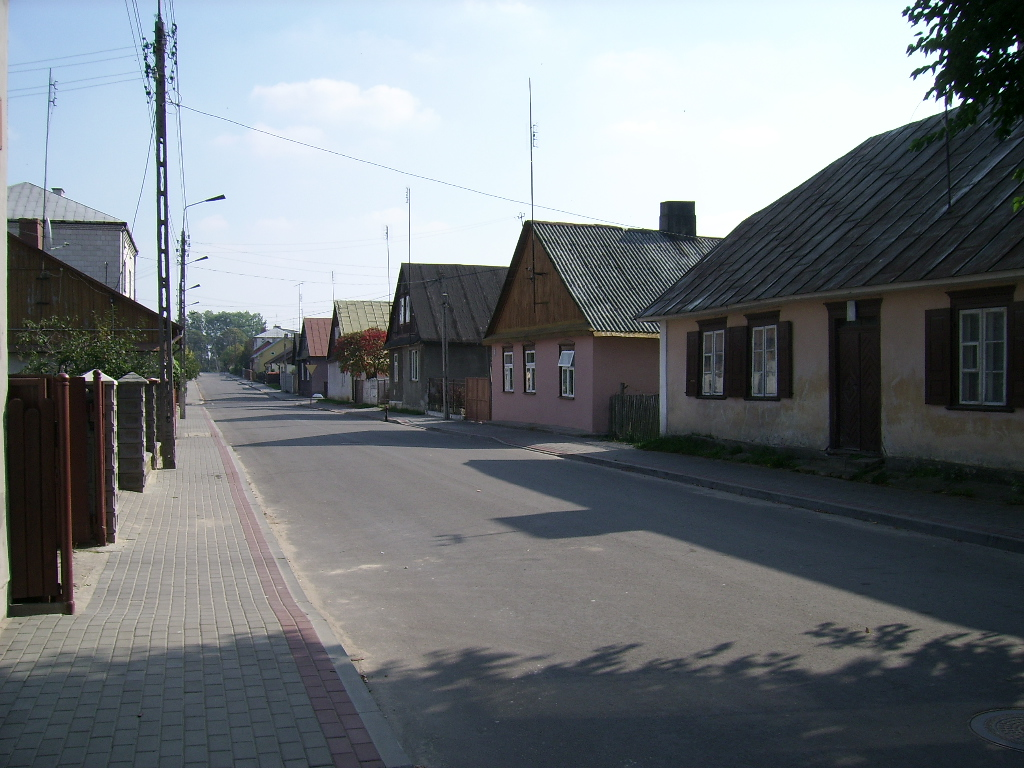
Ulica Lelewela

- cmentarz parafialny położony pomiędzy ulicami Długą i Wilczyską w zachodniej części Żelechowa. Założony został w 1800 roku[8]. Znajduje się tam kaplica grobowa pod wezwaniem św. Krzyża, wybudowana w 1852 roku z polecenia Jana Ordęgi. Jest to grób rodziny Ordęgów. Na cmentarzu znajduje się także wiele nagrobków z drugiej połowy XIX wieku. Pochowany jest tutaj Ignacy Wyssogota Zakrzewski (na nagrobku widnieje błędna data śmierci 1801[20]) i uczestnicy wojny obronnej 1939 roku.
- drewniany budynek dawnej plebanii z końca XIX w. przy ul. Długiej 65.
- organistówka przy ulicy Długiej 126[8], znajdująca się w pobliżu kościoła parafialnego. Drewniany, parterowy dom na planie prostokąta wybudowany został w 1844 roku. Dom o konstrukcji zrębowej jest oszalowany, posiada stropy belkowe. Czterospadowy dach przykryty jest blachą[25].
- kaplica grobowa rodziny Ordęgów pw. św. Krzyża z 1852 r.
- kapliczka św. Jana Nepomucena (nepomuk) przy skrzyżowaniu ulic Długiej i Chłopickiego. Powstała na początku XIX wieku[25]. Jest to słupowa, czworoboczna, murowana i otynkowana kapliczka. Figura świętego, także pochodząca z tego okresu, przykryta jest daszkiem pokrytym dachówką.
- wiele drewnianych i murowanych domów z XIX wieku.

### Inne

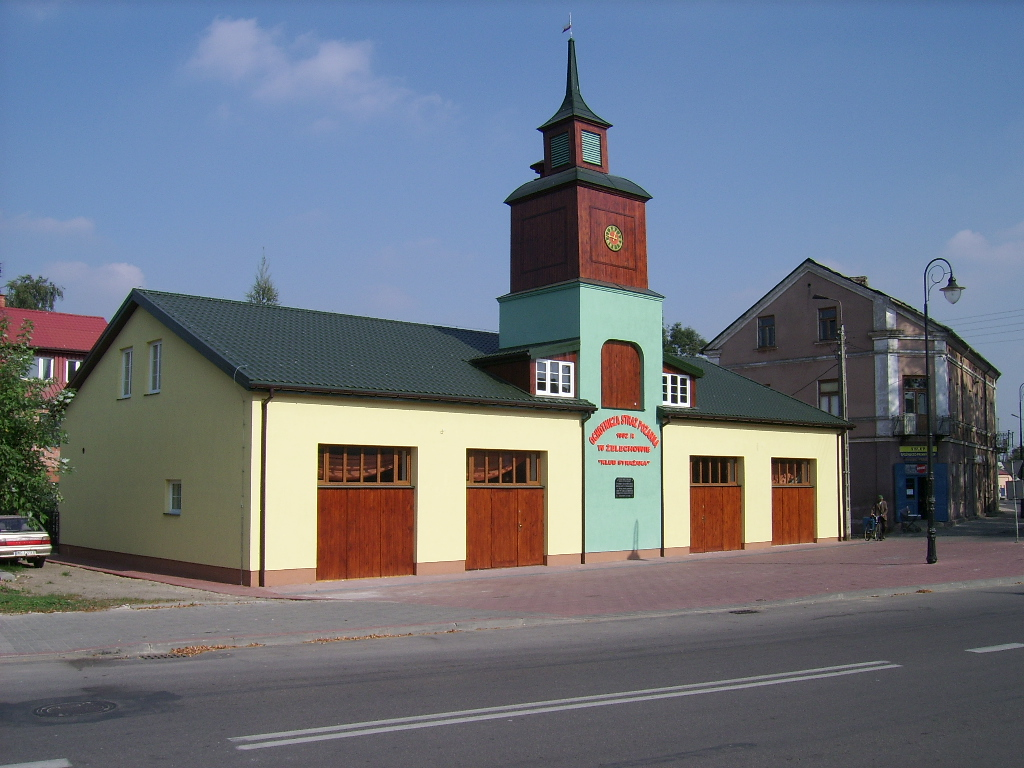
Stara remiza strażacka

- stara remiza strażacka przy ulicy Kościuszki z 1923 roku. W 2006 roku budynek przeszedł remont. Na wieży zainstalowano wtedy zegar wybijający pełne godziny. Od tego czasu rozpoczęto też wygrywanie hejnału o godzinie 12:00. Obecnie remiza służy jako dom weselny[27].
- stary kirkut – obecnie nie istnieje.
- budynek przy ulicy Piłsudskiego. Murowany budynek istniał już w pierwszej połowie XIX wieku. Wybudowany został dla aptekarza Henryka Theinera[8].
- kamienica przy ulicy Piłsudskiego 22 wybudowana w 1913 roku dzięki staraniom Antoniego Michałowskiego na potrzeby banku i domu ludowego. W budynku znajduje się sala teatralna, która wykorzystywana była do przedstawień, a także jako sala kinowa.
- murowany młyn przy ulicy Długiej którego budowę rozpoczęto w 1938 roku. Budynek ma 4 piętra, należał początkowo do Henryka Ciesielskiego[5].

### Zniszczone
- synagoga, która przed II wojną światową znajdowała się na terenie obecnego parku. Wybudowano ją w 1885 roku. Podpalona już dwa dni po przybyciu wojsk niemieckich we wrześniu 1939 roku, została ostatecznie rozebrana tuż po wojnie.
- Zamek w Żelechowie – istniał od XV do połowy XVII wieku. Znajdował po południowej stronie stawu. Pierwsza wzmianka dotycząca zamku pochodzi z 1515 r. Wtedy Andrzej Ciołek de Zelechow et Borzecz darowuje swemu bratu przyrodniemu Żeliksowi de Zelanka, staroście łukowskiemu, połowę miasta i fortalicji wraz z przedmieściem i wsiami Lumnycza, Wola Zelechowska i źrebem Ostrozinye, Borzec i Borowe prawem dziedzicznym. Drugą połowę zastawił temuż Żeliksowi za 1000 grzywien długu[28]. Ponownie o obiekcie tym dowiadujemy się osiem lat później, gdy w 1523 roku król Zygmunt Stary wystawił mandat dla Mikołaja z Szydłowca, kasztelana sandomierskiego, skarbnika królestwa i starosty radomskiego, aby ten Jana Czolek de Zelechow wwiązał nawet siłą w dobra Żeliksa de Zyelyanka, kasztelana chełmskiego i starosty łukowskiego, to jest do miasta Zelechow cum fortalitio i wsi Vola Zelechowska, Ostrozenye i Lomnycza[29]. Zamek został przypuszczalnie zniszczony podczas potopu szwedzkiego[30]. Niedaleko Żelechowa znajdował się zamek w Wilczyskach oraz dwór obronny Zwolskich w Zwoli[19].

## Miejsca pamięci narodowej
- Przy skrzyżowaniu ulicy Tadeusza Kościuszki i alei Wojska Polskiego, w pobliżu starej remizy strażackiej, istnieje otoczony murkiem skwer, w którym znajduje się głaz i tablica upamiętniająca uchwalenie Konstytucji 3 maja. Co roku odbywają się przy nim obchody Święta Trzeciego Maja. Pomnik odsłonięto 20 marca 1921 roku.
- Przy ulicy Ludwika Pudły istnieje skwer, na którym znajduje się kilkumetrowy głaz pochodzący z lasu wilczyskiego. Do głazu przymocowana jest tablica upamiętniająca poległych i pomordowanych podczas II wojny światowej. Skwer znajduje się w miejscu gdzie mieściło się getto, a przed wojną m.in. mykwa i siedziba gminy żydowskiej. Głaz przywieziono na miejsce 20 sierpnia 1983 roku, a pomnik został uroczyście odsłonięty 4 maja 1985 roku.
- W parku miejskim znajduje się popiersie Romualda Traugutta – dyktatora powstania styczniowego, który przez 8 lat zamieszkiwał w Żelechowie w domu przy ul. Lelewela
- W parku miejskim jest głaz i tablica poświęcona przedwojennemu Burmistrzowi Żelechowa – Ludwikowi Pudle, który w 1942 roku został zamordowany przez Gestapo.
- Na cmentarzu komunalnym znajduje się tablica AK, przy której co roku uczniowie klas mundurowych z Liceum w Żelechowie na Dzień Wszystkich Świętych pełnią wartę.

## Przyroda

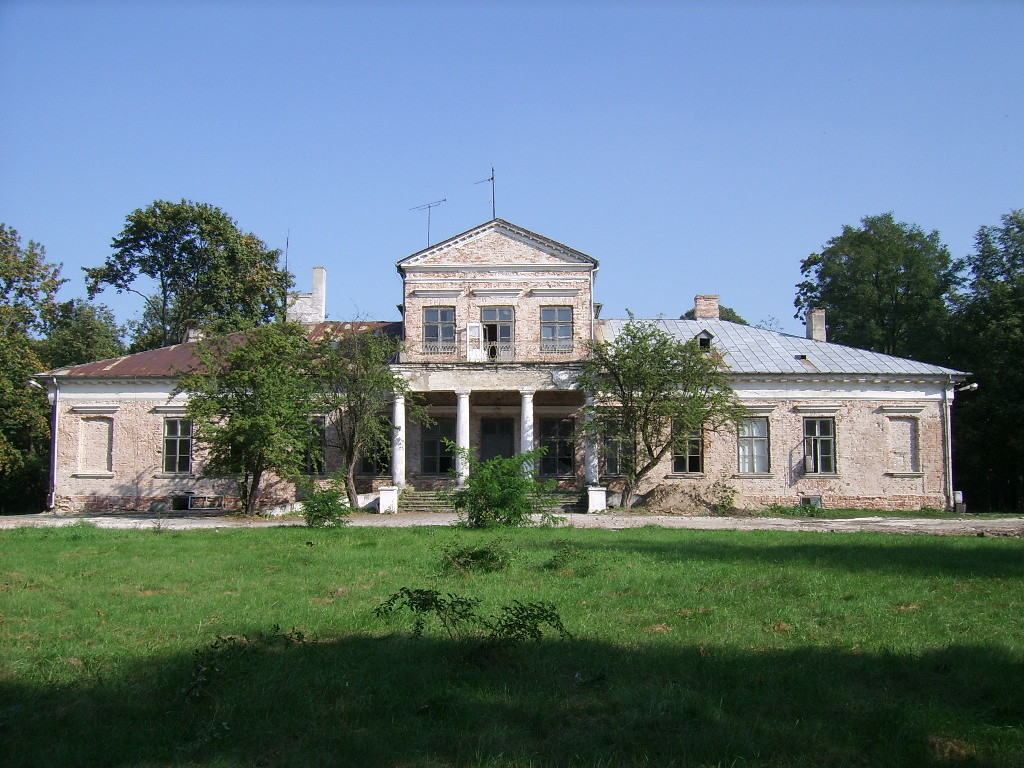
Pałac Ordęgów przed przebudową

W Żelechowie znajdują się pomniki przyrody, do których należą lipy drobnolistne i klony w zabytkowym parku wokół pałacu, który stał się w 2005 roku własnością prywatną. W mieście znajduje się także publiczny park nazywany nowym parkiem o powierzchni 6 ha, a także 5 zieleńców o łącznej powierzchni 2,4 ha i 3,6 ha terenów zieleni osiedlowej. W 2021 roku w Żelechowie znajdowały się lasy o powierzchni 34,7 ha, z czego zdecydowana większość (34 ha) znajdowała się w prywatnych rękach. Tuż przy południowej granicy miasta znajduje się dość duży, państwowy las nazywany żelechowskim, a także prywatne lasy na Wardzie. Można tam spotkać m.in. sarny.

## Ochrona środowiska
W pobliżu stawów działa biologiczna oczyszczalnia ścieków, mogąca według projektu oczyścić 2000 m³/dobę (odpowiada to 16 300 osobom). W 2006 roku oczyszczalnia obsługiwała 3755 osób. Dzieje się tak, ponieważ nie wszędzie dociera jeszcze kanalizacja. W Żelechowie istnieje także niewielka oczyszczalnia przemysłowa o przepustowości 200 m³/dobę. W 2021 roku 179 tys. m³ ścieków dotarły do oczyszczalni, i wszystkie zostały oczyszczone.Woda pobierana ze źródeł podziemnych zużywana jest głównie przez gospodarstwa domowe. Wszystkie odpady komunalne, o łącznej masie 408 ton (z czego prawie 398 ton pochodziło z gospodarstw domowych), zostały zgromadzone na wysypisku znajdującym się tuż za granicami miasta

## Gospodarka
W Żelechowie w roku 2021 w rejestrze REGON zarejestrowanych było 421 podmiotów gospodarki narodowej, z czego 365 stanowiły osoby fizyczne prowadzące działalność gospodarczą. Najwięcej podmiotów działa w sektorze budownictwa (95 podmiotów) oraz w handlu hurtowym i detalicznym (92 podmioty). Według klas wielkości najczęściej spotykaną formą prowadzenia działalności są mikroprzedsiębiorstwa – jest ich aż 405. Żelechów stanowi ośrodek usługowy regionu rolniczego. W samym mieście działa ponad 300 indywidualnych gospodarstw rolnych. W 2021 roku istniał 15 zakładów należące do sektora publicznego. Historycznie Żelechów związany był z garbarstwem i rzemiosłami takimi jak rymarstwo, szewstwo i kuśnierstwo. Dzięki przywilejom, danym szewcom w końcu XVIII wieku, Żelechów stał się także znanym ośrodkiem tego rzemiosła. Dziś część firm kontynuuje te tradycje. W latach 1948–1979 funkcjonowała Spółdzielnia Pracy Przemysłu Skórzanego „Piechur” w Żelechowie.

### Przemysł
Jednym z najważniejszych zakładów przemysłowych jest Waryński Żelechów, spółka zależna grupy holdingowej Bumar-Waryński. Produkuje się tam hydraulikę siłową i przyrządy służące do ćwiczeń siłowych i rehabilitacyjnych. Firma Lemet zajmuje się produkcją części zamiennych do ciągników. Poza tym w mieście mają siedzibę podmioty przemysłu spożywczego i odzieżowego.

### Gospodarka mieszkaniowa
Według danych z 2021 roku, w Żelechowie znajdowało się 1318 mieszkań, których przeciętna wielkość wynosi 85m².Większość mieszkań stanowiła własność prywatną, gmina w 2021 roku posiadała 63 lokale mieszkaniowe. W centralne ogrzewanie wyposażone było 76,86% mieszkań, w łazienkę 81,71%, a dostęp do wodociągu miało 90,44%. W 2021 oddano w Żelechowie do użytku 10 nowych mieszkań, wszystkie wybudowane indywidualnie.

### Ochrona zdrowia
W 2021 roku w Żelechowie funkcjonują prywatne przychodnie lekarskie, które zapewniają mieszkańcom podstawową opiekę zdrowotną. W Żelechowie działają również prywatne gabinety stomatologiczne współpracujące z Narodowym Funduszem Zdrowia oraz NZOZ „REHABILITACJA” świadczący usługi w zakresie rehabilitacji leczniczej. Ponadto w Żelechowie funkcjonuje 6 aptek.

## Transport

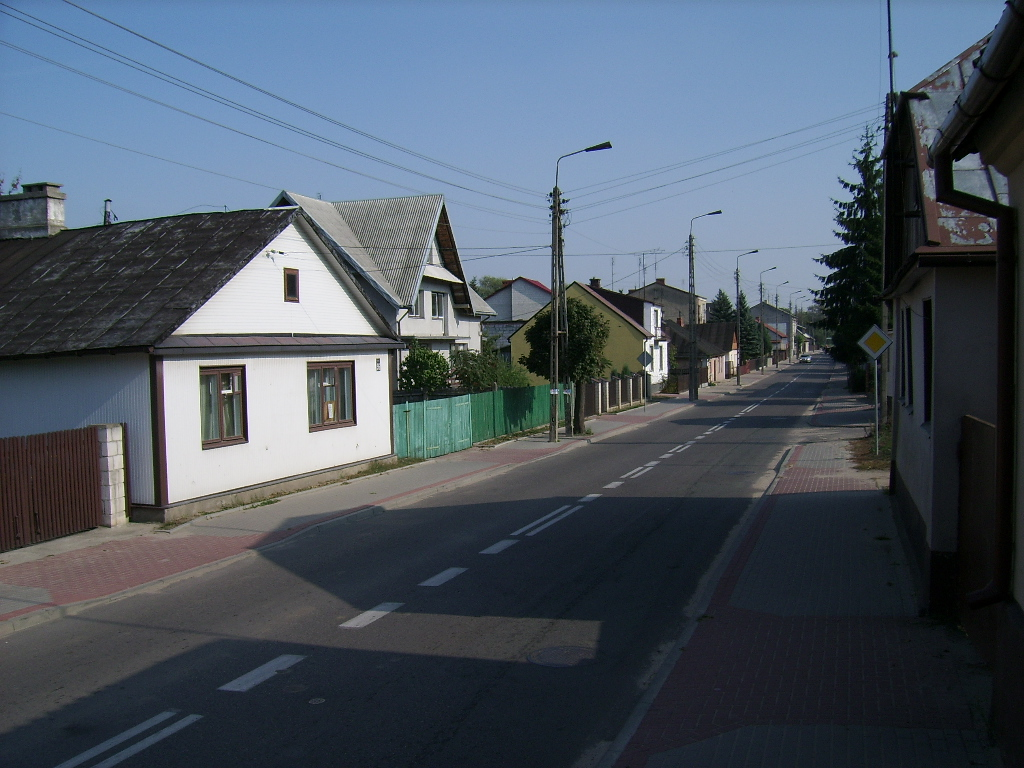
Ulica Długa – fragment drogi wojewódzkiej nr 807

Przez miasto przebiega droga wojewódzka nr 807 Łuków – Maciejowice. W Żelechowie jest to ulica Długa, skręca ona na Ostrowie na południowy zachód. Skrzyżowania z ulicą Długą zostały w ostatnich latach przebudowane tak, aby zapewnić przestrzeganie pierwszeństwa przejazdu. Żelechów położony jest w odległości 12 km, od trasy europejskiej E372 (droga krajowa nr 17), która obecnie jest drogą ekspresową łączącą Warszawę z Lublinem. Miejscowość posiada bezpośrednie połączenie PKS z Garwolinem, Łukowem, Rykami i Warszawą. Przystanek autobusowy znajduje się na Rondzie im. 100-lecia Odzyskania Niepodległości. Najbliższa stacja kolejowa znajdują się w Sobolewie. Najbliższy port lotniczy to Warszawa-Okęcie.
Układ drogowy Żelechowa tworzy pierścień wokół obszaru o najściślejszej zabudowie. Składa się on z ulic: Henryka Sienkiewicza, Icchaka Weisenberga, Długiej, Józefa Chłopickiego i Romualda Traugutta, która krzyżuje się z ulicą Sienkiewicza. Główną drogą śródmiejską jest ulica Tadeusza Kościuszki.

## Kultura

### Biblioteki i muzeum
W Żelechowie działa biblioteka publiczna, która ma swoją siedzibę w ratuszu. Posiada ona zbiór około 23 tys. woluminów. Miejsko-Gminna Biblioteka aktywnie włącza się w działalność kulturalną organizując takie wydarzenia jak Noc Bibliotek czy Ferie Zimowe z Książką w tle. W mieście działają także cztery biblioteki szkolne. Dnia 17 sierpnia 1997 roku, z okazji obchodów 550. rocznicy nadania praw miejskich, powołano do życia Izbę Pamięci Ziemi Żelechowskiej. Początkowo działała ona przy bibliotece, obecnie przy Urzędzie Miasta i Gminy. Izba posiada zbiory związane z historią, archeologią, etnografią i sztuką. Znajdują się tam m.in. archiwa parafialne, dawne dokumenty, zdjęcia, zabytki archeologiczne i obrazy lokalnych artystów.

### Działalność kulturalna

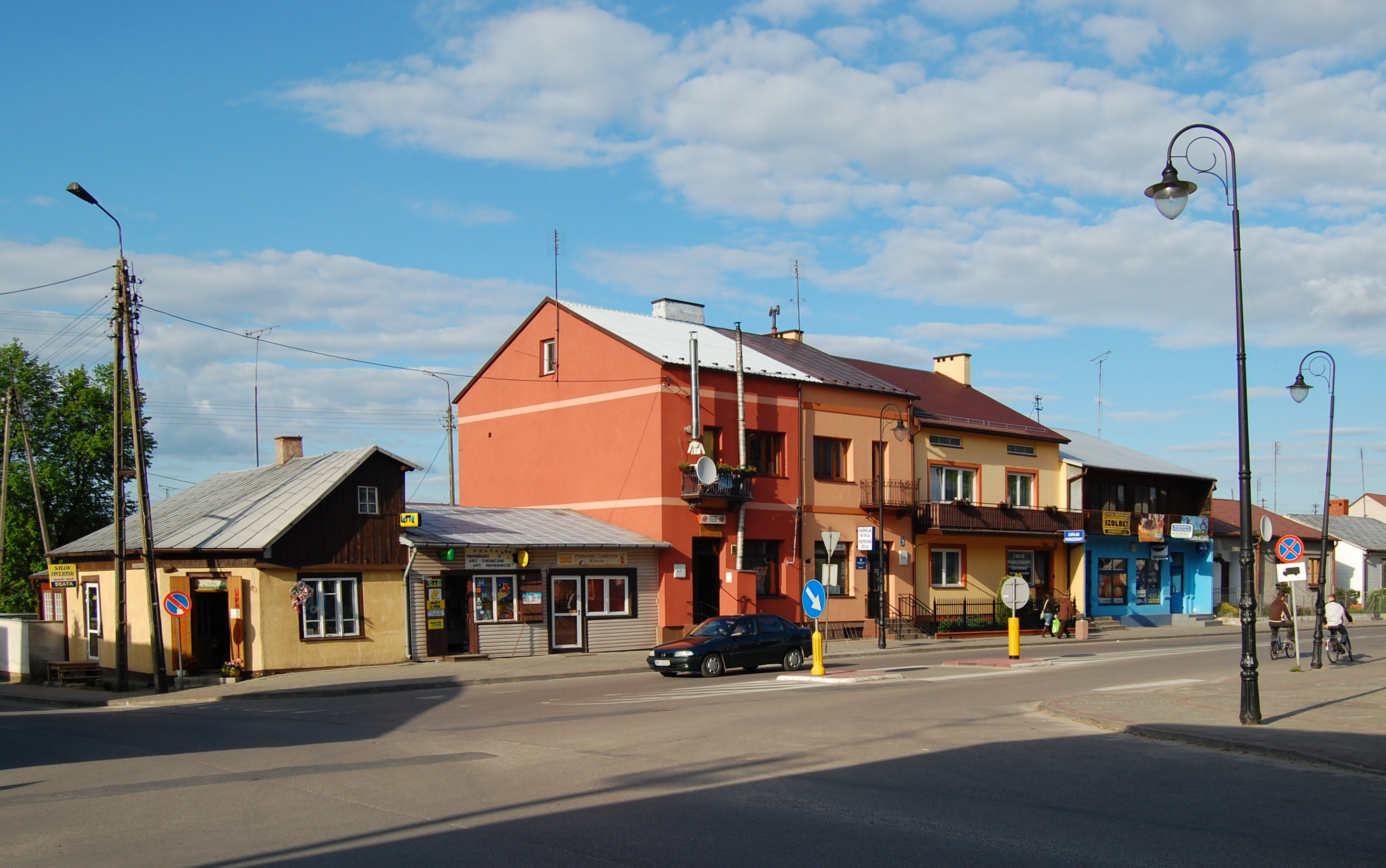
Ulica Tadeusza Kościuszki – główna droga śródmiejska

Przy ulicy Romualda Traugutta mieści się Miejsko-Gminny Ośrodek Kultury. MGOK jest organizatorem imprez kulturalno-rozrywkowych, uroczystości, koncertów, spektakli teatralnych, przeglądów artystycznych, programów okolicznościowych, wystaw, projekcji filmowych, spotkań autorskich i tematycznych, sesji popularnonaukowych oraz konkursów dla dzieci, młodzieży i dorosłych. W MGOK-u prowadzone są zajęcia i warsztaty artystyczne, przy MGOK-u działa Chór Żelechowa, Teatr „Niby nic”, Akademia Gitary oraz Studio Wokalne. W tym samym budynku mieści się także siedziba Ochotniczej Straży Pożarnej, przy której działa orkiestra dęta. Co roku organizowane są Dni Żelechowa, impreza mająca upamiętniać nadanie praw miejskich.

### Kultura dawniej

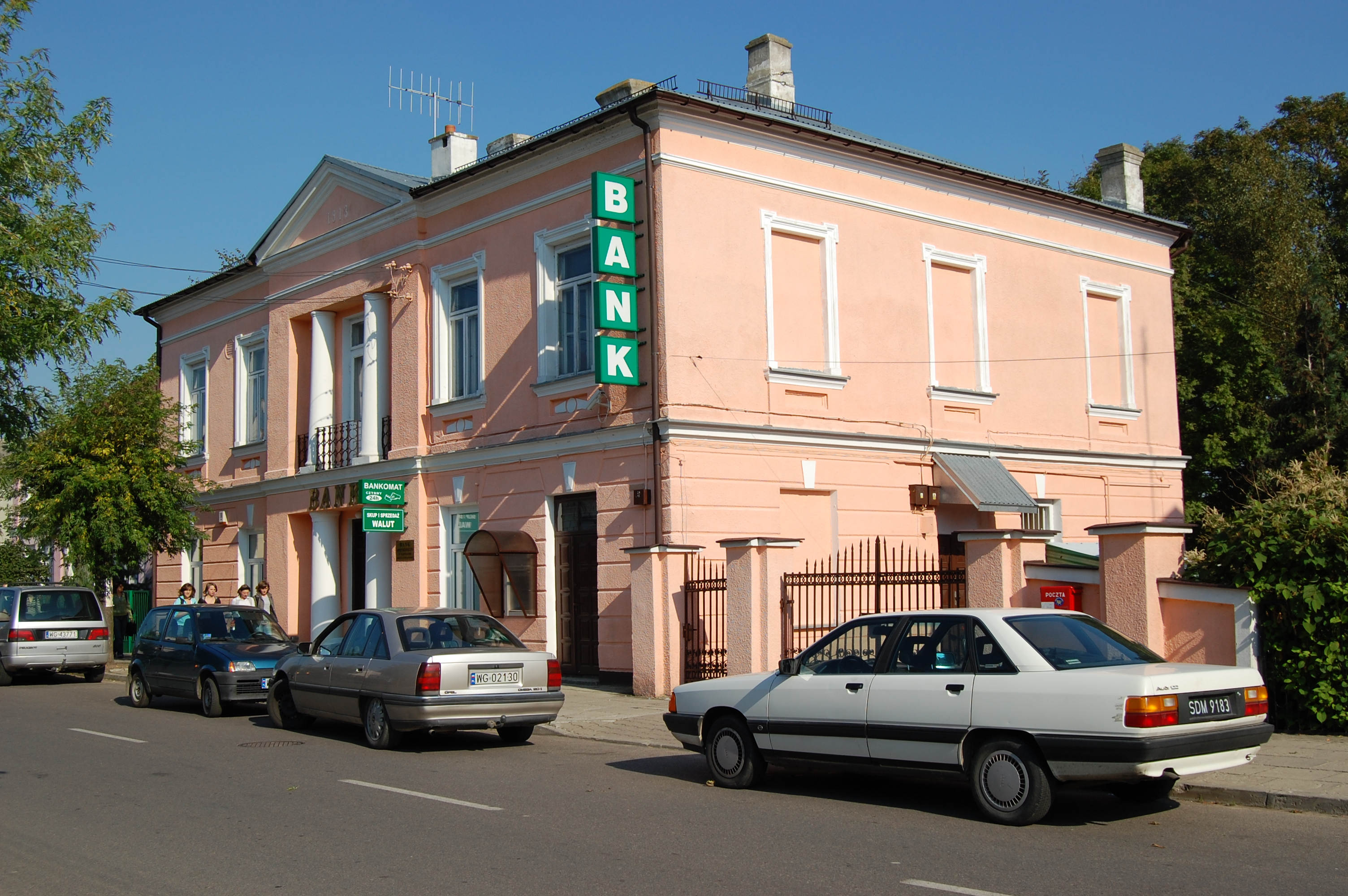
Kamienica dawnego domu ludowego

Od końca XIX wieku do lat 80. XX wieku działał w Żelechowie teatr amatorski. Jego działalność została zainicjowana przez dra Antoniego Michałowskiego. W 1906 roku powołano Towarzystwo Miłośników Sceny i Muzyki. W 1913 roku przedstawienia odbywały się w domu kultury, wybudowanym przy ulicy Pałacowej (obecnie Piłsudskiego). W 1927 teatr wystawił sztukę Skalmierzanki z udziałem uczniów szkoły baletowej w Warszawie i w reżyserii zawodowej aktorki Marii Dmowskiej. Po II wojnie światowej teatr zdobywał wiele nagród i wyróżnień. Była to między innymi I nagroda na Światowym Festiwalu Młodzieży i Studentów w Warszawie i nagroda Ministra Kultury i Sztuki. W 1976 roku grupa ze sztuką Pensja pani Latter zdobyła II nagrodę na Ogólnopolskiej Prezentacji Teatrów Dramatycznych w Stalowej Woli. Wraz ze śmiercią Konstantego Bernackiego, który od 1950 roku opiekował się teatrem, zakończyła się jego działalność. W okresie PRL w Żelechowie działało kino, które na początku lat 90. zostało zlikwidowane.

## Media
Urząd Miasta i Gminy od 2006 do 2009 roku wydawał czasopismo Żelechowiak. Towarzystwo na Rzecz Rozwoju i Wyzwalania Inicjatyw Gospodarczych do 2003 roku wydawało miesięcznik Żelechowskie Wieści. Od 30 listopada 2006 roku w mieście działa nadajnik Katolickiego Radia Podlasie. Sprawy lokalne poruszane są także na łamach Tygodnika Siedleckiego, i lokalnej gazety Twój Głos. W telewizji Żelechów pojawia się w Kurierze Mazowieckim lub na TVP3. Na przełomie lipca i sierpnia 2007 roku Stowarzyszenie Wspierania Aktywności Lokalnej wydało pierwszy numer czasopisma Razem dla miasta i wsi.

## Edukacja

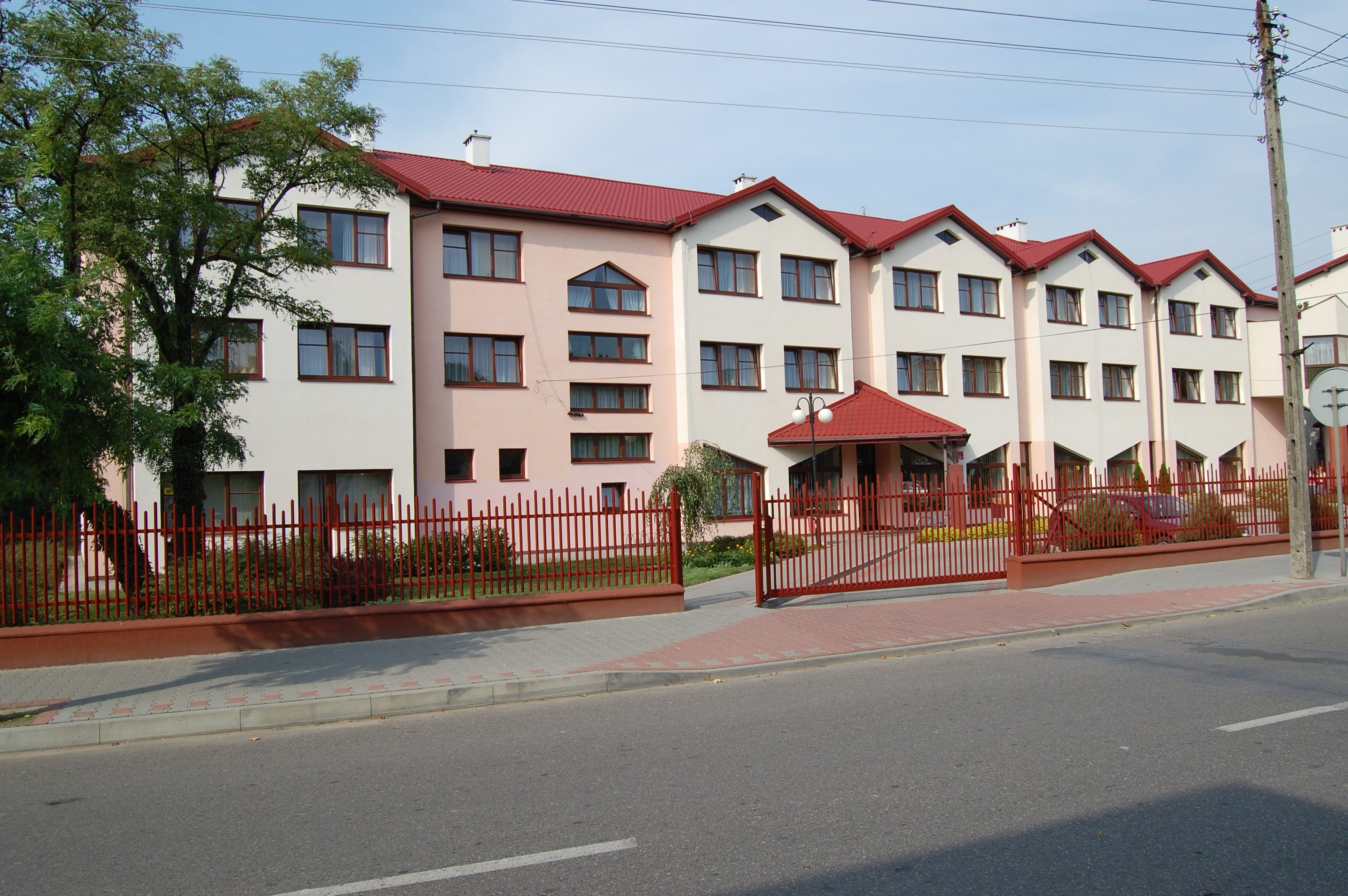
Internat

W mieście działa Przedszkole Publiczne „Pluszowy Miś” wraz z klubem dziecięcym oraz Szkoła Podstawowa im. Romualda Traugutta. W przeszłości w Żelechowie działały również dwa gminazja – Gimnazjum im. Jana Pawła II oraz Publiczne Gimnazjum Powiatowe. W mieście działają również szkoły ponadpodstawowe:
- Liceum Ogólnokształcące im. Joachima Lelewela – najstarsza szkoła średnia w powiecie garwolińskim. W 1916 roku, kiedy w mieście przebywały wojska niemieckie, utworzono gimnazjum ogólnokształcące. Zostało ono jednak zlikwidowane w 1924 roku. Ponownie szkołę otwarto tuż po II wojnie światowej w 1944 roku. W 1950 roku została ona upaństwowiona. Na przełomie 1963 i 1964 roku szkoła wprowadziła się do obecnego budynku przy ulicy Szkolnej. W 1969 otrzymała sztandar i imię Joachima Lelewela[40]
- Zespół Szkół Ponadgimnazjalnych im. Ignacego Wyssogoty Zakrzewskiego. Zespół wywodzi się z Powiatowej Szkoły Ślusarsko-Mechanicznej powstałej w 1941 roku, podczas okupacji niemieckiej. W 1944 roku zmieniono nazwę szkoły na 4-letnie Gimnazjum Mechaniczne. W 1973 roku powstał budynek, w którym szkoła działa do dziś. Szkoła była już dwunastokrotnie notowana w Rankingu Szkół Ponadgimnazjalnych „Perspektyw”. W 2014 roku szkoła zajęła 10 miejsce w woj. mazowieckim i 127. miejsce w kraju. W roku 2015 – 23 miejsce woj. mazowieckim i 272. miejsce w kraju. W roku 2016 – 9. miejsce w oj. mazowieckim i 75. miejsce w kraju. W roku 2017 – 14 m. w woj. mazowieckim i 152. miejsce w kraju. W roku 2018 – 36. miejsce w kraju i 5. m. w woj. mazowieckim. Szkoła gościła trzy edycje finału Olimpiady Wiedzy Geodezyjnej i Kartograficznej – w 2002, 2005 i 2009 r. W skład zespołu wchodzą:
  - Technikum (technik geodeta, technik mechanik, technik żywienia i usług gastronomicznych, technik hotelarstwa, technik ekonomista, technik informatyk, technik spawalnictwa)
  - Branżowa Szkoła I Stopnia (mechanik pojazdów samochodowych, kucharz, oddziały wielozawodowe)[41]

## Sport i rekreacja

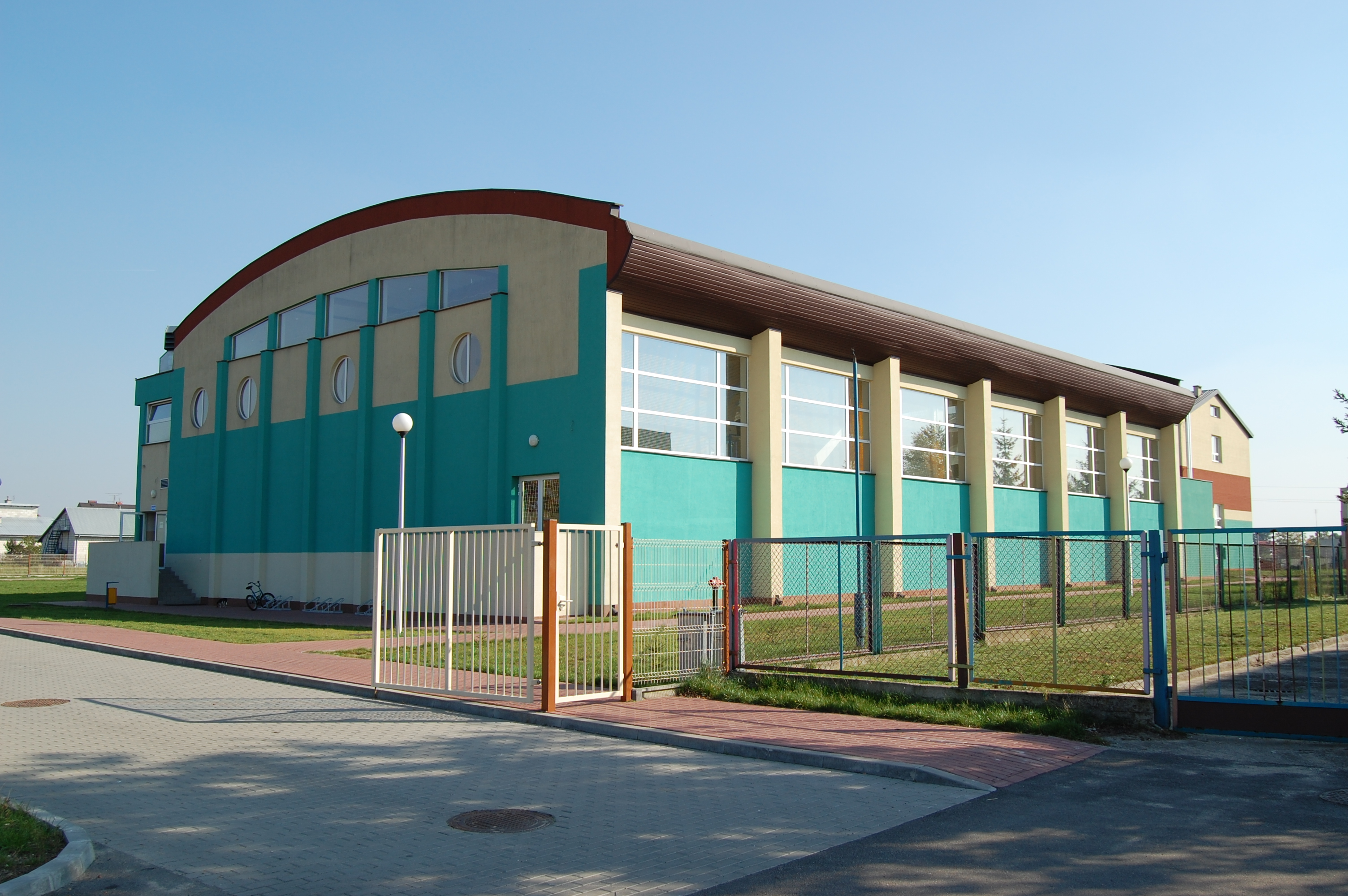
Hala sportowa przy gimnazjum im. Jana Pawła II

W mieście działa klub sportowy Sęp Żelechów założony w 1921 roku. Drużyna piłkarska wchodząca w skład klubu gra w biało niebieskich barwach, obecnie w mazowieckiej lidze okręgowej w grupie Siedlce. Największym sukcesem Sępa było granie w III lidze w sezonie 1982/1983. Klub posiada boisko z trybunami i oświetleniem.
W Żelechowie ogólnie dostępne jest stare boisko Klubu Sportowego Sęp Żelechów przy ulicy Piłsudskiego i boiska do gry w koszykówkę lub tenis. W parku miejskim działa siłownia na świeżym powietrzu. Przy szkołach znajdują się łącznie trzy hale sportowe. W mieście działa także 11. koło Polskiego Związku Wędkarskiego, a przy ulicy Ogrodowej znajdują się ogródki działkowe.
Przez Żelechów wytyczone zostały w 2009 roku trzy szlaki rowerowe:
- zielony szlak rowerowy zataczający pętlę wzdłuż granic powiatu garwolińskiego,
- niebieski szlak rowerowy prowadzący z Żelechowa przez Miastków Kościelny, Garwolin, Łaskarzew do Maciejowic,
- czarny szlak rowerowy wiodący z Żelechowa przez Wolę Żelechowską, Piastów do Wólki Ostrożeńskiej.

## Religia

Kościół filialny

Większość mieszkańców miasta to katolicy. W Żelechowie mieści się siedziba dekanatu żelechowskiego, grupującego kilka okolicznych parafii, w tym tutejszą parafię Zwiastowania Najświętszej Maryi Panny. W mieście znajduje się cmentarz parafialny. Tuż przy granicy miasta znajduje się Kościół filialny, który w XVIII wieku pełnił funkcję kościoła zastępczego. W obecnych czasach msza odbywa się tam raz do roku z okazji Zielonych Świątków. Mają tutaj placówkę Siostry Opatrzności Bożej. Jest to stały punkt noclegu pielgrzymów wędrujących do Częstochowy. Przed II wojną światową w Żelechowie znajdowała się synagoga, której obecność związana była z faktem, że większość mieszkańców miasta stanowili Żydzi. Dziś Synagogi już nie ma, śladem kultu religijnego Żydów z Żelechowa jest znajdujący się przy ulicy Reymonta cmentarz Żydowski – kirkut.

## Polityka

### Samorząd
Żelechów jest siedzibą gminy miejsko-wiejskiej. Zgodnie z ustawą o samorządzie gminnym z 1990 roku, gmina posiada Burmistrza Miasta i Gminy – organ władzy wykonawczej i Radę Miejską – organ władzy stanowiącej i kontrolnej. Burmistrzem od 6 sierpnia 1995 roku do 12 sierpnia 2009 roku był Leonard Gula, członek Polskiego Stronnictwa Ludowego, związany podczas wyborów w 2006 roku z Komitetem Wyborczym Wyborców Sokołowska Wspólnota Samorządowa. 12 sierpnia 2009 r. wojewoda mazowiecki stwierdził wygaśnięcie mandatu burmistrza w związku z nieprawidłowościami w jego oświadczeniach majątkowych z 2004 i 2005 roku. 3 września 2009 roku premier wyznaczył osobę tymczasowo pełniącą funkcję Burmistrza Żelechowa – Jerzego Duchnę. W wyborach przedterminowych zarządzonych na dzień 8 listopada 2009 roku zwyciężyła Mirosława Miszkurka. Szefowa Stowarzyszenia Wspierania Aktywności Lokalnej „Razem dla miasta i wsi” zdobyła 2319 głosów, zaś jej jedyny kontrkandydat, Andrzej Szubielski, zastępca byłego burmistrza Guli – 1212 głosów. 10 listopada 2009 roku podczas nadzwyczajnej sesji Rady Miejskiej Mirosława Miszkurka złożyła ślubowanie. Z chwilą złożenia ślubowania zwyciężczyni wyborów stała się formalnie Burmistrzem Żelechowa. Podczas wyborów w 2010 r. urzędująca burmistrz była jedynym kandydatem na to stanowisko i otrzymała blisko 80% poparcia mieszkańców. Podczas wyborów samorządowych w 2018 na radnych miasta i gminy Żelechów, miasto było podzielone przez Państwową Komisję Wyborczą na 7 jednomandatowych okręgów, przez co 7 radnych zostało wybranych do 15-osobowej Rady Miejskiej w Żelechowie. Fotel burmistrza zdobył Łukasz Bogusz.
7 maja 2024 odbyła się inauguracyjna sesja IX kadencji Rady Miejskiej w Żelechowie. Na burmistrza została zaprzysiężona Krystyna Wieczorkiewicz. Ślubowanie złożyło też 14 radnych Rady Miejskiej, wybranych na kadencję 2024–2029.

### Poglądy polityczne mieszkańców
W drugiej turze wyborów prezydenckich w 2020 roku, w gminie Żelechów 80,35% głosów zdobył Andrzej Duda, przy frekwencji 73,12%. Żelechowianie poparli wejście Polski do Unii Europejskiej w referendum w 2003 roku, oddając 62,4% głosów na tak, przy frekwencji 60,0%. W wyborach parlamentarnych z 2019 roku wyniki były następujące:
- Prawo i Sprawiedliwość – 73,32%
- Polskie Stronnictwo Ludowe – 10,10%
- Koalicja Obywatelska – 6,46%
- Konfederacja Wolność i Niepodległość – 4,76%
- Sojusz Lewicy Demokratycznej – 3,80%
- Koalicja Bezpartyjni i Samorządowcy – 1,34%
- Akcja Zawiedzionych Emerytów i Rencistów – 0,23%